# Cellebroedersklooster (Sint-Truiden)

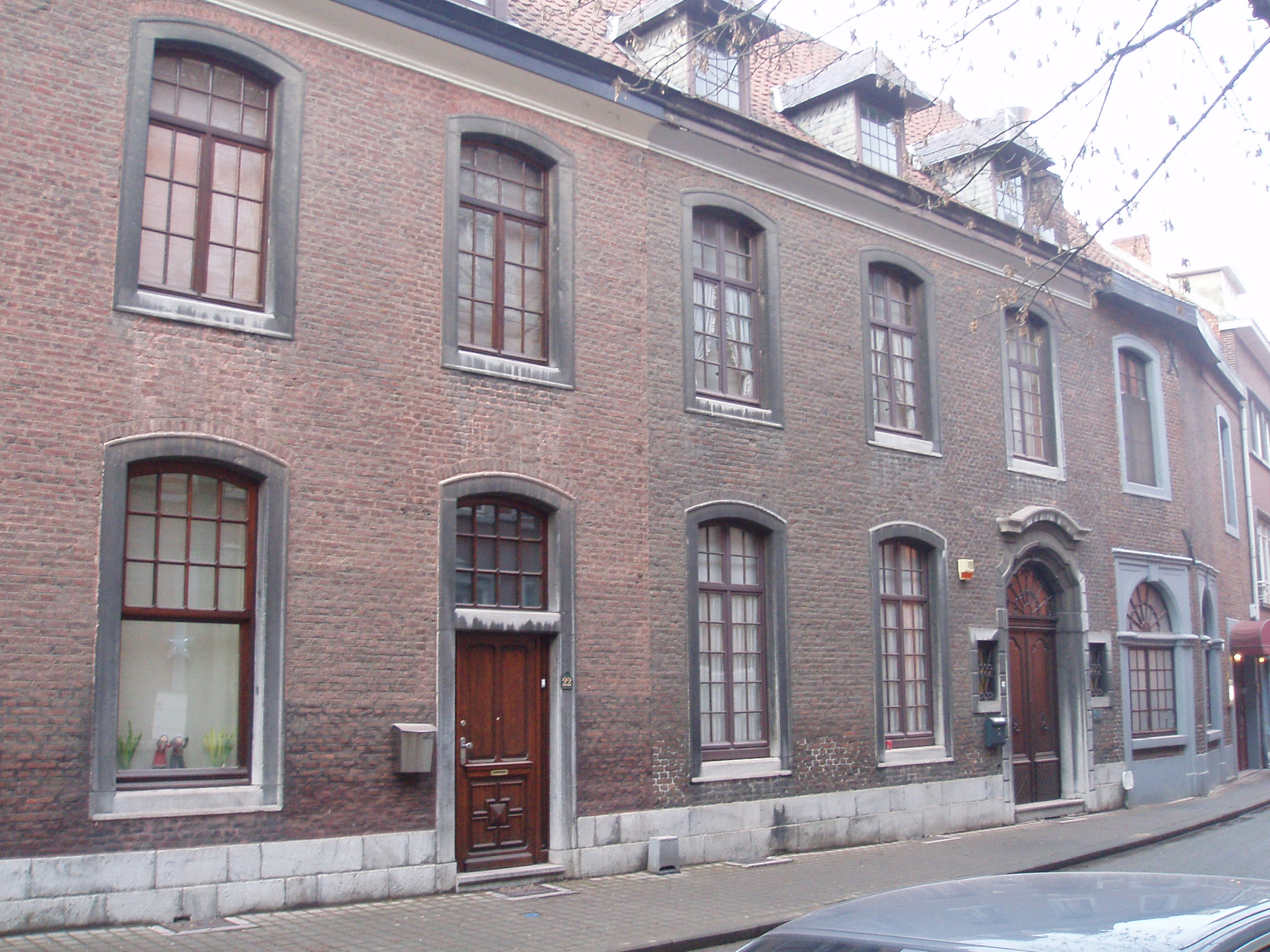
Cellebroedersklooster

Het Cellebroedersklooster was een klooster der Alexianen, gelegen aan Schepen Dejonghstraat 20-26 te Sint-Truiden
Dit klooster werd gesticht in 1473, en in 1796 werd het opgeheven.
Het huidige gebouw stamt uit de 2e helft van de 18e eeuw en werd gebouwd in classicistische stijl. De ingangspartij op nummer 24 was de oorspronkelijke ingang van het klooster. Deze is fraai versierd met een bovenlicht en een sierlijke hardstenen omlijsting. De deuren van nummer 20 en 22 zijn vermoedelijk verbouwde vensters. Het gebouw werd namelijk verbouwd en omvat tegenwoordig een drietal woningen.